# 毛利綱元
毛利 綱元（もうり つなもと）は、長門国長府藩3代藩主。第2代藩主・毛利光広の長男。

## 生涯
慶安3年（1650年）12月23日、江戸で生まれる。承応2年（1653年）、父の死去により跡を継ぐ。このとき、叔父の毛利元知に1万石を分与して、清末藩を立藩する。寛文4年（1664年）、甲斐守に叙任する。天和3年（1683年）、倹約を主とした「天和御法度」を制定する。元禄10年（1697年）には窮民の救済に尽くし、さらに文武奨励や覚苑寺建立など、藩政に尽くしている。
また、文芸・和歌を好み、「歌書尾花末」や「和歌視今集」にもその歌が収められるほどであった。
宝永4年（1707年）、長男の吉元が本家の長州藩主を継いだ。
宝永6年（1709年）3月1日、60歳で死去し、跡を吉元の長男の元朝が継いだ。
没後は覚苑寺および豊功社に祀られた。

### 赤穂浪士お預かり
元禄15年（1702年）12月15日、赤穂浪士が吉良義央を討つと、47士のうち岡島常樹、吉田兼貞、武林隆重、倉橋武幸、村松秀直、杉野次房、勝田武尭、前原宗房、間光風、小野寺秀富の10士のお預かりを命じられている。
毛利家は浪士たちを通常の罪人として扱い、護送籠に錠前をかけ、その上から網をかぶせた。到着後は収容小屋に五人ずつ分けて入れ、窓や戸には板を打ち付けた。さらに、収容小屋の周りに板塀を循らし二重囲いにした。戸口と塀の所々に昼夜交代で複数の番人が見張った。本家の長州藩からも監視として、志道丹宮・粟屋三左衛門らが数十人の小者を引き連れ派遣されて来た。
毛利綱元は赤穂義士には遂に会うことは無かった。暖を取るための酒や煙草といった要求も拒否し、火鉢の提供も無かった。切腹には「扇子腹」として扇子を十本用意させた。幕閣御目付から「其れでは打ち首と大差なし」と注意され、「小脇差を出すようにというお指図」を受けたと記録されている。間光風が本当に脇差を腹に突き立ててしまい、武林隆重も一度で首を落とせなかったが、介錯人はあわてず対応したので騒ぎにはならなかった。
義士切腹後に、綱元は「首尾よく仕舞ひ、大慶仕り候」と慶び、重臣の田代要人・時田権太夫に命じて収容小屋の破却及び、切腹跡地を清めて藩邸内の何処で切腹したか、判らないようにすべく指示している。
また、検使より「御預人の死骸・道具の処分につき勝手次第」との指図を受け、そのようにしようとしたが、泉岳寺の酬山和尚が全て引き取る旨あったので、荻野角右衛門配下の足軽・手明中間ら十数人が葬送した。のちに酬山は、この時に受け取った義士遺品も売却して金に換えてしまう。
その後も、綱元は江戸で没したにもかかわらず遺体を長府に送らせ、秀元が菩提寺とした泉岳寺にて赤穂義士と併葬されるのを嫌った。これが長府藩が泉岳寺を避け、最終的には絶縁にまで至る嚆矢となった。
六本木ヒルズの毛利庭園内には他のお預かり大名家と異なり、一切の供養塔や顕彰碑の類は存在せず、義士切腹地の場所は、令和の御代になっても全く不明のままである。

## 遺品
- 毛利綱元公肖像画 - 下関市立歴史博物館所蔵。（右上画像を参照）
- 綱元公筆「伊勢物語」一冊 - 同。

## 系譜
- 父：毛利光広（1616-1653）
- 母：清殊院 - 本多忠義の娘
- 正室：房姫（1653-1686） - 祥雲院、池田光政の娘
  - 長女：元子（真寿院）（1675-1742） - 森長成正室、のち南部信恩正室
  - 長男：毛利吉元（1677-1731） - 毛利吉広の養子
  - 次男：本多忠次（1679-1711） - 本多忠利の婿養子
  - 三男：毛利匡以（1683-1703）
- 側室：春子（貞性院）（?-1731）
  - 四男：毛利元矩（1704-1718） - 毛利元朝の養子
- 養子
  - 男子：毛利元朝（1703-1721） - 毛利吉元の長男